# Looksmaxxing
El looksmaxxing (también conocido como looksmaxing) es una práctica que implica el cuidado de la piel, del cabello, restricciones dietéticas y otras rutinas (a veces extremas), en un intento de maximizar el atractivo físico. El término se originó en foros incel durante la década de 2010. En la década de 2020, el término dejó de ser un tema relativamente desconocido y se popularizó en TikTok y otras redes sociales.
Las comunidades de looksmaxxing han fomentado prácticas superficiales para mejorar la apariencia, aunque también han promovido intervenciones más extremas, como la cirugía de mandíbula. Estos foros han sido criticados por contribuir a la dismorfia corporal. Algunos afirman que la difusión del concepto en TikTok excluye muchos de los elementos tóxicos encontrados en otros foros, aunque ciertas tendencias de looksmaxxing en TikTok pueden incluir elementos similares.

## Historia
La práctica se originó en foros de incels en la década de 2010, donde el éxito romántico se atribuía a las (supuestas) ventajas genéticas de los hombres altos y musculosos.   El looksmaxxing se extendió más allá de los sitios web donde se originó, entrando en la cultura general y convirtiéndose en una tendencia de TikTok. A diferencia de las discusiones sobre hardmaxxing en foros, los usuarios de TikTok originalmente promovían técnicas de softmaxxing, la mayoría con humor autocrítico. 